# Philip Christian Ribbentrop
Philip Christian Ribbentrop, ou Philipp Christian Ribbentrop (Detmold, 25 de março de 1737 - Braunschweig, 26 de março de 1797), foi um jurista, escritor e cronista alemão.

## Vida e obra
Nascido na tradicional família Ribbentrop, iniciou seus estudos em ciências jurídicas na Universidade de Göttingen em 1755, e em 1757 os continuou e concluiu seus estudos em Helmstedt. Após sua formatura, começou a trabalhar no serviço de estado de Brunswick e como consultor jurídico às cortes de Allershein e de Bevern. Mudou-se em 1766 para o Tribunal do Mosteiro Mariental em Lappwald, onde trabalhou como oficial de justiça. Em 1775, ele foi nomeado Comissário-chefe. Desde 1780 ele trabalhou em Braunschweig, no Packhof, onde eram cobradas todas as taxas aduaneiras da cidade. Em sua área de responsabilidade também estavam os congressos de comérico de Brunswick. Ribbentrop recebeu, em 1791, o título de Conselheiro da Câmara de Comércio.
Ribbentrop é o autor de várias obras jurídicas. Destaca-se sua obra em dois volumes, que fornece detalhadas descrições da cidade de Brunswick de 1789 a 1791, e inclui a história da cidade, após cronistas anteriores, como Andrew Schoppius ou Christoph Gerke, publicarem meros manuscritos.

## Família
Ribbentrop casou-se em setembro de 1766 com a filha do Presidente do Conselho da Magistratura de Einbeck, Johann Friedrich Unger. 
De todos os seus filhos (cinco filhas, e seis filhos) Friedrich Ribbentrop (1768 - 1841) ficou mais conhecido, por ser o General do Exército Prussiano que recuperou e devolveu a Quadriga do portão de Brandemburgo, à Berlin, após ser saqueada por Napoleão.

## Obras (seleção)
- Beyträge para o conhecimento da Constituição do Ducado de Brunswick-Lüneburg, em wolfenbüttel de Antheil. 1787.
- Verzeichniß os comerciantes locais e comercial homens, artistas e artesãos, no mesmo local Meßverkäufer. 1789.
- Coleção do país de etiquetas de boa-isenções, fürstl. Reversalen e outros documentos, a paisagem da Constituição do Ducado de Brunswick-Lüneburg Wolfenbüttel para mim. 1793.

## Literatura
- Johann Georg Meusel: dicionário de a partir do ano de 1750 a 1800, falecido teutschen Schriftsteller. Volume 11, em Leipzig, 1811, p. 248f.